# William Grut
William Grut (ur. 17 września 1914 w Sztokholmie, zm. 20 listopada 2012 w Östersund) – szwedzki pięcioboista nowoczesny. Złoty medalista olimpijski z Londynu.
W Londynie zwyciężył z dużą przewagą nad pozostałymi konkurentami – zwyciężył w trzech konkurencjach. W tym samym roku brał udział w zimowych igrzyskach w Sankt Moritz – w pięcioboju zimowym zajął drugie miejsce. Konkurencja ta był jednak tylko dyscypliną pokazową i nie została na stałe włączona do programu igrzysk. Wielokrotnie zdobywał tytuły mistrza Szwecji. W 1948 został uhonorowany nagrodą Svenska Dagbladets guldmedalj.

## Starty olimpijskie (medale)
Londyn 1948
- indywidualnie – złoto